# Spoiwo (geologia)

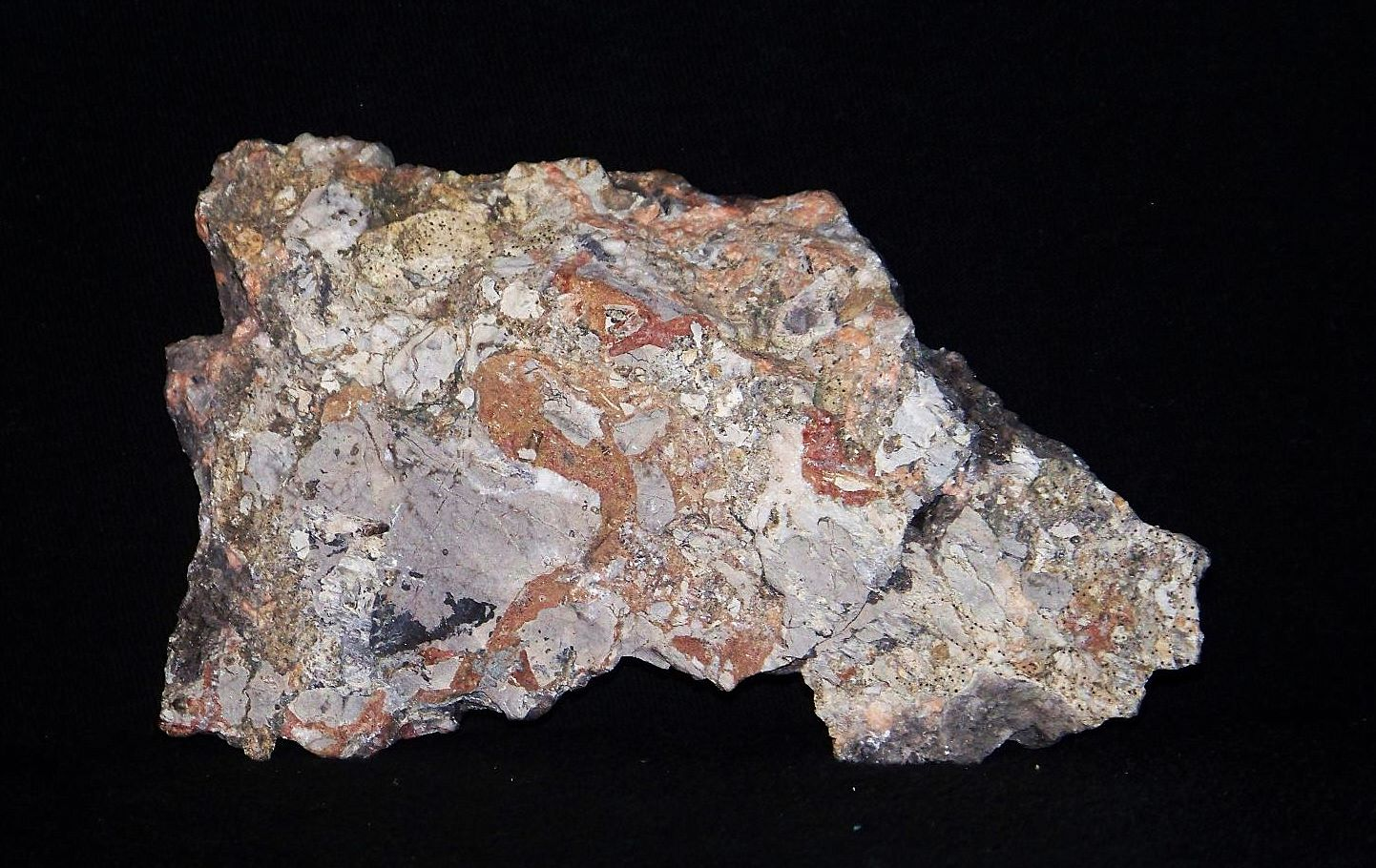
Brekcja tektoniczna o spoiwie barytowym, (13 x 7 cm), Kielce-Ślichowice (rezerwat przyrody Ślichowice), Góry Świętokrzyskie

Spoiwo (lepiszcze, materiał zespalający) – substancja zgromadzona pomiędzy okruchami ziaren skały, powodująca związanie składników, a tym samym przejście postaci luźnej (sypkiej) w zwięzłą. Przykładowo w wyniku pojawienia się lepiszcza między ziarnami piasku tworzy się piaskowiec.
Spoiwo w zależności od składu chemicznego może być m.in.:
- wapniste – składnikiem budującym jest kalcyt,
- żelaziste – składnikami budującymi są tlenki i wodorotlenki żelaza (np. limonit, goethyt),
- krzemionkowe – składnikiem budującym jest krzemionka,
- ilaste – składnikiem budującym są różne minerały ilaste np. kaolinit,
- margliste – składnikami budującymi są kalcyt i minerały ilaste,
- dolomityczne – składnikiem budującym jest dolomit,
- barytowe – składnikiem budującym jest baryt.
- mieszane

Pod względem wypełnienia przestrzeni rozróżnić można spoiwo:
- podstawowe, bazalne – ziarna mineralne są rozdzielone spoiwem
- porowe – spoiwo wypełnia pory
- kontaktowe, stykowe – spoiwo występuje tylko na kontaktach ziaren

Z genetycznego punktu widzenia można wyróżnić:
- spoiwo typu cement – jednorodne spoiwo (najczęściej skał osadowych), utworzone w wyniku procesów fizykochemicznych. Może tworzyć się syn-, dia- i epigenetycznie. Najczęściej spotyka się tu spoiwa: wapniste, krzemionkowe, margliste, żelaziste i dolomityczne. Dla skał węglanowych może być rozróżniane jako mikryt lub sparyt.
- spoiwo typu matriks (matrix, spoiwo wypełniające) – drobnoziarniste spoiwo okruchowe pochodzenia terygenicznego lub wietrzeniowego. Najczęściej ilasto-pyłowe lub ilaste. Nie zawiera materiału wytrąconego chemicznie (cementu). Dla skał magmowych oznacza ciasto skalne.

## Literatura
- Ryka W., Maliszewska A., Słownik Petrograficzny, Wydawnictwa Geologiczne, Warszawa, 1991 (wyd. II popr. i uzup.), ISBN 83-220-0406-0